# Chris Aalberts
Christiaan Everhardus (Chris) Aalberts (Den Helder, 1977) is een Nederlands wetenschappelijk onderzoeker en auteur.

## Opleiding en werk
Aalberts studeerde vanaf 1996 Communicatiewetenschappen en Onderzoeksmethoden aan de Universiteit van Amsterdam. Tussen 2001 en 2005 was hij aan diezelfde universiteit promovendus en docent. Aalberts promoveerde op een proefschrift over popularisering van politiek en politieke betrokkenheid van jongeren.

## Werk
Na zijn studie werd hij docent bij de master Media en Journalistiek van de Erasmus Universiteit Rotterdam. Onderwerpen van zijn colleges waren politieke communicatie en onderzoeksmethoden. Op het gebied van politieke communicatie begeleidde hij studenten bij masterscripties.
Tussen 2008 en 2011 was Aalberts lector in de master Politieke Communicatie van de Universiteit Antwerpen. Hij gaf er lezingen over nieuwe media en politiek en begeleidde verschillende masterscripties. Later werkte hij aan De Haagse Hogeschool en doceerde hij media en journalistiek aan de Erasmus Universiteit Rotterdam. Als opleidingsmanager van de Master in International Communication Management van De Haagse Hogeschool was hij verantwoordelijk voor de organisatie, de inhoud en de staf van de opleiding. Tevens was hij onderzoeker in de onderzoeksgroep Europese integratie van De Haagse Hogeschool. Zijn onderzoek was vooral gericht op de relatie tussen burgers en de Europese Unie. 
Sinds december 2022 presenteert Aalberts een podcast samen met de Nederlandse kunstenaar Tinkebell met de titel "Hoe het allemaal mis ging". Eveneens is hij een van de panelleden in het tv-programma 'Het Kamergesprek', waarin parlementaire debatten worden uitgelegd. Aalberts treedt dan op als de 'kleine partijendeskundige'.

## Thema’s
Thema’s in zijn onderzoeken en publicaties zijn populisme, sociale media, spindoctoring, popularisering, de Europese Unie, lokale politiek en jongeren.

### Populisme
In Achter de PVV beschrijft hij de redenen waarom kiezers andere partijen verlaten en op de PVV stemmen. De partij dat ben ik schrijft hij als partijchroniqueur van Forum voor Democratie over Thierry Baudet en diens politieke beweging. De Puinhopen van Rechts beschrijft de vele mislukte splinterpartijen op rechts sinds de opkomst van Pim Fortuyn.

### Lokale politiek
Vanaf 2014 schreef hij een aantal artikelen over lokale politiek. Zo verscheen in 2014 Sociale media bereiken alleen politiek geïnteresseerde burgers, Waterschapsverkiezingen zijn onzinnig (2015) en in 2017 Stop de steun aan lokale media.

### Landelijke politiek
Zijn wekelijkse column over de Nederlandse politiek verschijnt sinds eind 2016 in kranten van de Holland Media Combinatie (TMG). Verder verschijnen van zijn hand politieke columns in De Kanttekening over politiek en multiculturalisme en schrijft hij voor de online opiniepagina Joop.nl.
Aalberts schrijft tevens over politiek voor ThePostOnline en voor bladen als het Noordhollands Dagblad. Tevens is Aalberts panellid in het tv-programma ProDemos, waarin hij als kleinepartijendeskundige optreedt.
Europese Unie
In 2014 schreef Aalberts een jaar lang bij ThePostOnline over Brusselse logica .  Zijn wekelijkse rapporten over de Europese politiek verschenen tussen 2016 en 2017 bij Follow the Money. Vanaf 2018 werkt Aalberts als onderzoeker in de onderzoeksgroep Changing Role of Europe van De Haagse Hogeschool. 
Samen met lector Mendeltje van Keulen schreef hij een boek over Nederlandse leden van het Europees Parlement met als titel Wat doen ze daar eigenlijk – gesprekken met Nederlandse Europarlementariërs’’.